# دهستان هورگان
دهستان هرگان نام دهستانی در بخش مرکزی شهرستان نی‌ریز، استان فارس در ایران است. براساس سرشماری مرکز آمار ایران در سال ۱۳۸۵، جمعیت آن ۱۱۲۱ نفر (۲۸۳ خانوار) بوده‌است.